# Le Fantôme de Crestwood
Pour plus de détails, voir Fiche technique et Distribution.
Le Fantôme de Crestwood (titre original : The Phantom of Crestwood) est un film américain réalisé par J. Walter Ruben, sorti en 1932.

## Synopsis
Une courtisane va intriguer une histoire de chantage entre plusieurs personnages mais un assassin va compliquer ses projets.

## Fiche technique
- Titre original : The Phantom of Crestwood
- Titre français : Le Fantôme de Crestwood
- Réalisation : J. Walter Ruben
- Assistant réalisateur : James Hartnett
- Scénario : J. Walter Ruben, Bartlett Cormack (en)
- Photographie : Henry W. Gerrard
- Montage : Archie Marshek
- Musique : Max Steiner, Roy Webb
- Direction artistique : Carroll Clark
- Son : Denzil A. Cutler
- Producteur exécutif : David O. Selznick
- Producteur associé : Merian C. Cooper
- Société de Production : RKO Radio Pictures
- Pays de production :  États-Unis
- Langue : anglais américain
- Format : Noir et blanc — 35 mm — 1,37:1 — Son : Mono (RCA Photophone System)
- Genre : Film dramatique, Film policier
- Durée : 76 minutes (1 h 16)
- Dates de sortie :
  - États-Unis : 14 octobre 1932
  - France : 10 janvier 1936

## Distribution
- Ricardo Cortez : Gary Curtis
- Karen Morley : Jenny Wren
- Anita Louise : Esther Wren
- Pauline Frederick : Faith Andes (sœur de Priam)
- H. B. Warner : Priam Andes
- Mary Duncan : Dorothy Mears
- Sam Hardy : Pete Harris
- Tom Douglas : Allen Herrick
- Richard 'Skeets' Gallagher : Eddie Mack
- Aileen Pringle : Mrs. Herbert Walcott
- Ivan F. Simpson : Mr. Vayne
- George E. Stone : Le Chat
- Robert McWade : Herbert Walcott
- Hilda Vaughn : Carter
- Gavin Gordon : Will Jones